# László Polgár (basse)
Pour les articles homonymes, voir László Polgár.
Dans le nom hongrois Polgár László, le nom de famille précède le prénom, mais cet article utilise l’ordre habituel en français László Polgár, où le prénom précède le nom.
László Polgár est un chanteur d'opéra (basse) hongrois né le 1er janvier 1947 à Somogyszentpál et mort le 19 septembre 2010 à Zurich.

## Biographie
De 1967 à 1972, il est l'élève d'Eva Kutrucz à l'Académie de musique Franz-Liszt. Il reçoit ensuite l'enseignement de Hans Hotter et de Yevgeny Nesterenko. Il fait ses débuts à l'Opéra d'État hongrois de Budapest en 1971 dans le rôle de Ceprano dans Rigoletto. Il y chante aussi les rôles d'Osmin (L'Enlèvement au sérail), de Sarastro (La Flûte enchantée), Leporello (Don Giovanni), Basilio (Les Noces de Figaro) et Gurnemanz (Parsifal).
Sa carrière internationale débute en 1981 quand il chante Rodolfo dans La Sonnambula au Royal Opera House de Londres. Il est régulièrement invité à se produire à l'Opéra d'État de Vienne dès 1983, à l'Opéra d'État de Bavière et à l'Opéra de Paris à partir de 1985 ; il chante également à l'Opéra d'État de Hambourg et au Festival d'Aix-en-Provence. De 1992 à 2008, il est la basse solo principale de l'Opéra de Zürich.
S'il s'est illustré dans de nombreux rôles à l'opéra et comme chanteur de lieder, c'est sans doute pour son interprétation du Barbe-Bleue de l'opéra de Béla Bartók qu'il est le plus connu et le plus admiré sur les scènes internationales comme au disque — notamment sous la direction de Pierre Boulez, avec la soprano Jessye Norman et l'Orchestre symphonique de Chicago.
Le prix Kossuth lui est décerné en 1990.
Il a enseigné à la Hochschule für Musik de Winterthour en Suisse, ainsi qu'à l'Académie Franz Liszt de Budapest.
Il est mort à Zürich en 2010, à l'âge de 63 ans.